# Superplastyfikator
Superplastyfikator (upłynniacz) – rodzaj domieszki do betonu, którego zadaniem jest polepszenie właściwości mieszanki betonowej. Dodawany jest w trakcie mieszania składników w ilości nie przekraczającej 5% masy cementu. Pozwala na obniżenie ilości wody zarobowej przy zachowaniu stałej konsystencji oraz na zwiększenie ciekłości mieszanki bez zmiany stosunku w/c. Wpływa to korzystnie na wzrost wytrzymałości betonu.
Każdy superplastyfikator przed dodaniem do betoniarki należy wymieszać z pewną ilością wody zarobowej. Daje to wyższą gwarancję szybkiego i równomiernego rozprowadzenia w mieszance betonowej.
Do podstawowych surowców superplastyfikatorów należą żywice syntetyczne.
Superplastyfikatory zmniejszają powstawanie zarysowań i spękań na powierzchni betonu. Pozwalają na projektowanie betonów wysokiej wytrzymałości (BWW), betonów odpornych na agresję wody, soli odladzających oraz mrozu.